# Konno Asami
Konno Asami (紺野 あさ美 Konno Asami), sinh ngày 7 tháng 5 năm 1987, là một cựu ca sĩ nhạc pop Nhật Bản, hiện đang là người dẫn chương trình truyền hình cho TV Tokyo. Cô được biết đến với vai trò là cựu thành viên thế hệ thứ năm của nhóm nhạc Morning Musume. Cô gia nhập nhóm vào tháng 8 năm 2001, cùng với các thành viên thế hệ thứ năm khác như Ai Takahashi, Makoto Ogawa và Risa Niigaki.